# Macrosteles nubilus
Macrosteles nubilus är en insektsart som först beskrevs av Ossiannilsson 1936.  Macrosteles nubilus ingår i släktet Macrosteles, och familjen dvärgstritar. Arten är reproducerande i Sverige.